# Moerdijk
Moerdijk é um município dos Países Baixos, situado na província de Brabante do Norte. Tem 184,03 km² de área e sua população em 2020 foi estimada em 38.184 habitantes.